# Mannen op de maan (Kuifje)
Mannen op de maan (On a marché sur la Lune) is het zeventiende verhaal uit de reeks Kuifje-strips van de Belgische scenarist en striptekenaar Hergé (1907-1983). Het vormt één lang verhaal samen met het vorige album, Raket naar de maan. In 1982 verscheen een nieuwe Nederlandse vertaling.

## Verhaal
Vanaf de ruimtevaartbasis in Sbrodj (Syldavië) is de atoomraket van professor Zonnebloem vertrokken op weg naar de maan. Even later blijkt dat naast de vier vaste bemanningsleden – Kuifje (samen met Bobbie), kapitein Haddock, professor Zonnebloem en diens assistent Frank Wolff – ook de detectives Jansen & Janssen aanwezig zijn. Hun bedoeling was om de raket te bewaken tot de lancering, maar vergisten zich in het vertrekuur (ze dachten dat de raket in de namiddag i.p.v. de ochtend zou vertrekken). Hierdoor rijst de serieuze vraag of er voldoende zuurstof voor alle aanwezigen zal zijn om de reis te voltooien, de reserves waren immers berekend op slechts vier astronauten. Het geplande verblijf op de maan zal hoe dan ook moeten worden ingekort. Kapitein Haddock, die stiekem een aantal flessen whisky aan boord van de raket heeft meegesmokkeld, bedrinkt zich. In zijn beschonken toestand besluit hij om uit de raket te stappen, omdat hij terug wil naar kasteel Molensloot. Kuifje redt op het nippertje Haddocks leven. De detectives krijgen in de raket inmiddels opnieuw last van de ziekte die ze in het vorige avontuur hebben opgelopen, waardoor ze een plotselinge zeer sterke baardgroei krijgen. 
Bij aankomst op de maan zet Kuifje de eerste voet op de maanbodem. Even later begint hij samen met de rest aan een aantal onderzoeksexpedities in een maanwagen. Tijdens de expedities komen ze een paar keer in levensgevaar, maar alles loopt goed af. 
Kolonel Jorgen – een Bordurisch geheim agent waar Kuifje eerder mee te maken heeft gehad blijkt zich als verstekeling te hebben verscholen in de raket. Hij heeft als opdracht de raket te kapen en de aanwezige high-tech te stelen. Jorgen wordt bevrijd door Wolff en slaat Kuifje neer. Jorgen wil nu met de raket terugkeren naar de Aarde met alleen hemzelf, Wolff en Kuifje aan boord. De anderen – die op dat moment met de maanwagen weg zijn – wil hij achterlaten, zodat ze tot een gruwelijke dood zijn veroordeeld. Wolff protesteert eerst tegen dit plan, maar zwicht alsnog wanneer Jorgen hem herinnert aan het dreigende zuurstoftekort, aangezien de zuurstofvoorraad in de raket was berekend op slechts vier personen. 
Kuifje slaagt erin om het vertrek van de raket op het allerlaatste moment tegen te houden. De raket is door het terugvallen beschadigd en moet hersteld worden.  Wolff werd gechanteerd met zijn eerdere gokverslaving door degenen die de Syldavische raket wilden hebben en erachter waren gekomen dat Wolff als assistent van Zonnebloem in dienst was. Wolff is ook degene die eerder vertrouwelijke gegevens van Zonnebloem aan de vijand had doorgespeeld, waardoor de eerste versie van Zonnebloems raket werd gekaapt, en hij was ook degene door wie Haddock op de basis werd neergeslagen. Jorgen en Wolff worden in de boeien geslagen. 
Nadat de raket is hersteld en de reis terug naar de Aarde alsnog is begonnen, weten Jorgen en Wolff zich uit hun gevangenschap te bevrijden. Jorgen wil nu de rest van de bemanning alsnog doden om zuurstof te sparen, maar Wolff is hierop tegen en probeert hem tegen te houden. Jorgen wordt vervolgens in een handgemeen met Wolff per ongeluk zelf doodgeschoten. Kuifje besluit om Wolff weer volledig te vertrouwen en zegt dat Wolff zijn plaats tussen de anderen weer mag innemen. Wolff besluit hierna uit wroeging over alles om uit de raket te stappen, zodat de anderen voldoende zuurstof overhouden om de reis terug naar de Aarde te overleven.  
Als de overgebleven bemanningsleden – Kuifje, Haddock, Zonnebloem en de twee detectives – de aarde naderen, blijkt de meeste zuurstof nu echt opgebruikt. Gaandeweg verliest iedereen het bewustzijn. Kuifje slaagt er met zijn laatste krachten in om de raket via een knop tijdig op automatische piloot te laten draaien, zodat het gevaarte veilig op de basis in Syldavië landt. Het medisch team ter plaatse slaagt erin om alle maanreizigers te reanimeren.

## Achtergronden

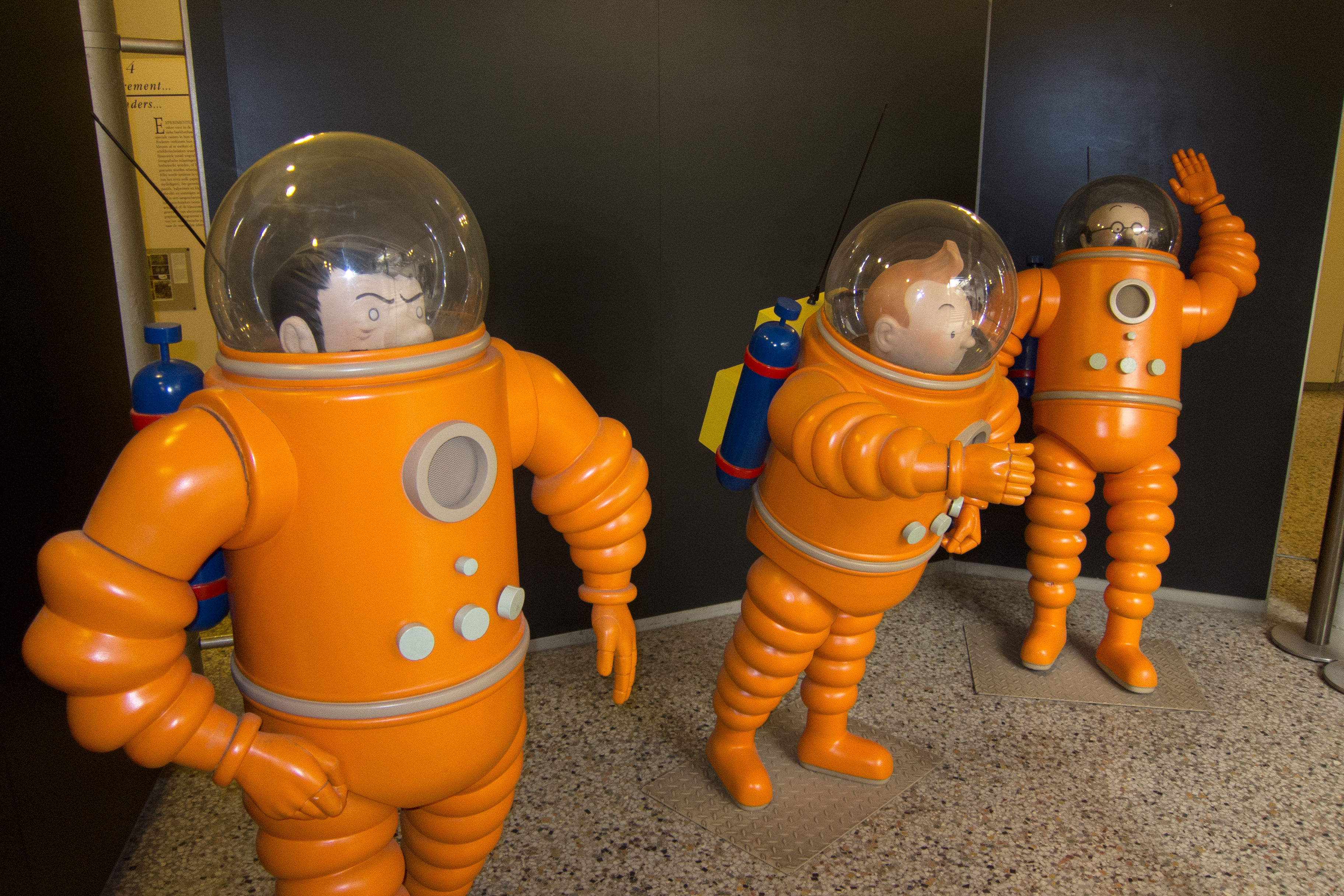
Kapitein Haddock, Kuifje en professor Zonnebloem in ruimtepak (Belgisch Stripcentrum)

### Politiek-maatschappelijke context
Dit verhaal staat helemaal in het teken van de ruimterace die toen bezig was tussen de USSR en de VS. Kuifje zette zijn eerste stappen op de maan in maart 1953. Dat was ruim zestien jaar eerder dan Neil Armstrong en Buzz Aldrin.

### Wetenschappelijke aspecten
Voor dit verhaal verrichtte Hergé verregaand onderzoek. Zijn raket was gemodelleerd naar de V2 van Wernher von Braun en van de cockpit werd een maquette gemaakt. Hergé had naar aanleiding van een eerder verhaal in de Kuifje-serie, De geheimzinnige ster, namelijk het commentaar gekregen dat niet alles even nauwkeurig was. Hij wilde een herhaling voorkomen.
De aarde wordt vanuit de ruimte afgebeeld als een bijgewerkte, ouderwetse globe, dus zonder de gebruikelijke wolkenpartijen, ijsmassa's en atmosfeer. Ook de groene kleur ontbreekt, maar dit laatste was indertijd nog niet bekend. Hergé hield er in het verloop van het avontuur rekening mee dat de aarde draaide door de planeet in verscheidene posities weer te geven naargelang het verhaal vorderde. De stand van de maan ten opzichte van de aarde is in de weekbladenversie een andere dan die in het album, waar die duidelijk verbeterd is. Foutief is dat het licht van de zon vanuit verschillende hoeken op de aarde en de maan valt, evenals de weergave op de maan van druipsteengrotten en rivierdalen.
In de tekenfilm werd de afbeelding van de globe vervangen door een afdruk van de Earthrise-foto, die door de bemanning van de Apollo 8 in 1968 gemaakt werd.
In het verhaal komt in een maangrot ijs voor. De theorie dat er op de maan inderdaad ijs – en dus water – aanwezig is, werd lang door wetenschappers aangehangen. Pas in 2008 kwam er concreet bewijs, voor het eerst geleverd toen de Chandrayaan-1 watermoleculen op de maan detecteerde.

### Ontbrekende en vervangen scènes in de albumuitgave
De begin jaren vijftig in Kuifje verschenen weekbladenversie telt 63 pagina's, één meer dan de gebruikelijke 62 van het album. De eerste bladzijde in het album ontbreekt in de weekbladenversie, evenals de grote tekening op bladzijde dertien van het album en de gehele tweede strook een bladzijde verderop.
De weekbladenversie van het verhaal kent anderzijds een aantal scènes die in de albumuitgave zijn weggelaten. Zo is er een scène waarin Bobbie door kapitein Haddock per ongeluk uit de maanraket wordt gegooid. Kuifje springt hem zonder enige bescherming achterna, waarna kapitein Haddock Kuifje nog net kan vastpakken. Kuifje op zijn beurt weet Bobbie aan zijn staart vast te grijpen. In een andere scène die in het album ontbreekt raken Jansen en Jansens al wandelend op de maan de weg kwijt en komen in zuurstofnood. Als ze door Kuifje en kapitein Haddock gered worden, dreigt Jansens Kuifje neer te schieten doordat hij veel te veel zuurstof toegediend krijgt. In de oorspronkelijke scène waarin kapitein Haddock, na in dronken toestand uit de raket te zijn gestapt, naar de komeet Adonis toe wordt getrokken, zijn Kuifje en Wolff allebei uit de raket geklommen om hem te redden. In de albumversie zijn hier de plaatjes waarop Wolff is te zien weggelaten. Een passage waarin Kuifje en Bobbie tijdens het verkennen van de maanbodem  in een spelonk met een bodem van ijs vallen en door kapitein Haddock uiteindelijk met een touw weer naar boven worden gehesen, is in de albumuitgave ingekort. Op andere plekken in de albumuitgave is soms een plaatje weggelaten of vervangen.

## Verschillen met de tekenfilmversies
In de eerste tekenfilmserie van Kuifje van de Belvision-studio uit de jaren zestig blijkt al vanaf het eerste moment dat Wolff kwade bedoelingen heeft, wat in de strips pas duidelijk wordt in Mannen op de maan. Dit komt mede doordat hij van meet af aan nors en kortaf is, terwijl hij in het stripverhaal in het begin juist vriendelijk en hartelijk was. Voor de rest wijkt de tekenfilm ook erg af van het oorspronkelijke verhaal. Zo blijven Wolff en Jorgen in leven en worden zij aan het eind van het verhaal gevangengenomen. De dood van Jorgen door Wolffs toedoen en de uiteindelijke zelfmoord van Wolff worden in deze tekenfilm dus weggelaten. 
De tweede tekenfilmserie uit 1992 houdt zich daarentegen wel aan het oorspronkelijke script.

## Varia
- Professor Zonnebloem heeft in dit verhaal niet voortdurend last van zijn gebruikelijke slechthorendheid, dankzij een gehoorapparaat. Hij vergeet dit alleen af en toe in te doen.
- In een van de Nederlandse vertalingen noemt kapitein Haddock Kuifje vanwege diens naïviteit een "Joris Goedbloed". Dit is een figuur uit de strips over Panda.
- Als aan het einde wordt getoost op de goede afloop, is dit de enige keer in alle Kuifje-verhalen dat Zonnebloem alcohol drinkt.

## Boek Jacques Koch
In de uit 2002 daterende roman Alles blijft zoals het was van de Nederlandse auteur Jacques Koch is sprake van een jacht op een onbekend gebleven Kuifje-album uit 1943 waarin Hergé zijn jonge held al tijdens de oorlogsjaren de ruimte instuurt en op het maanoppervlak laat crashen.